# İvanovka

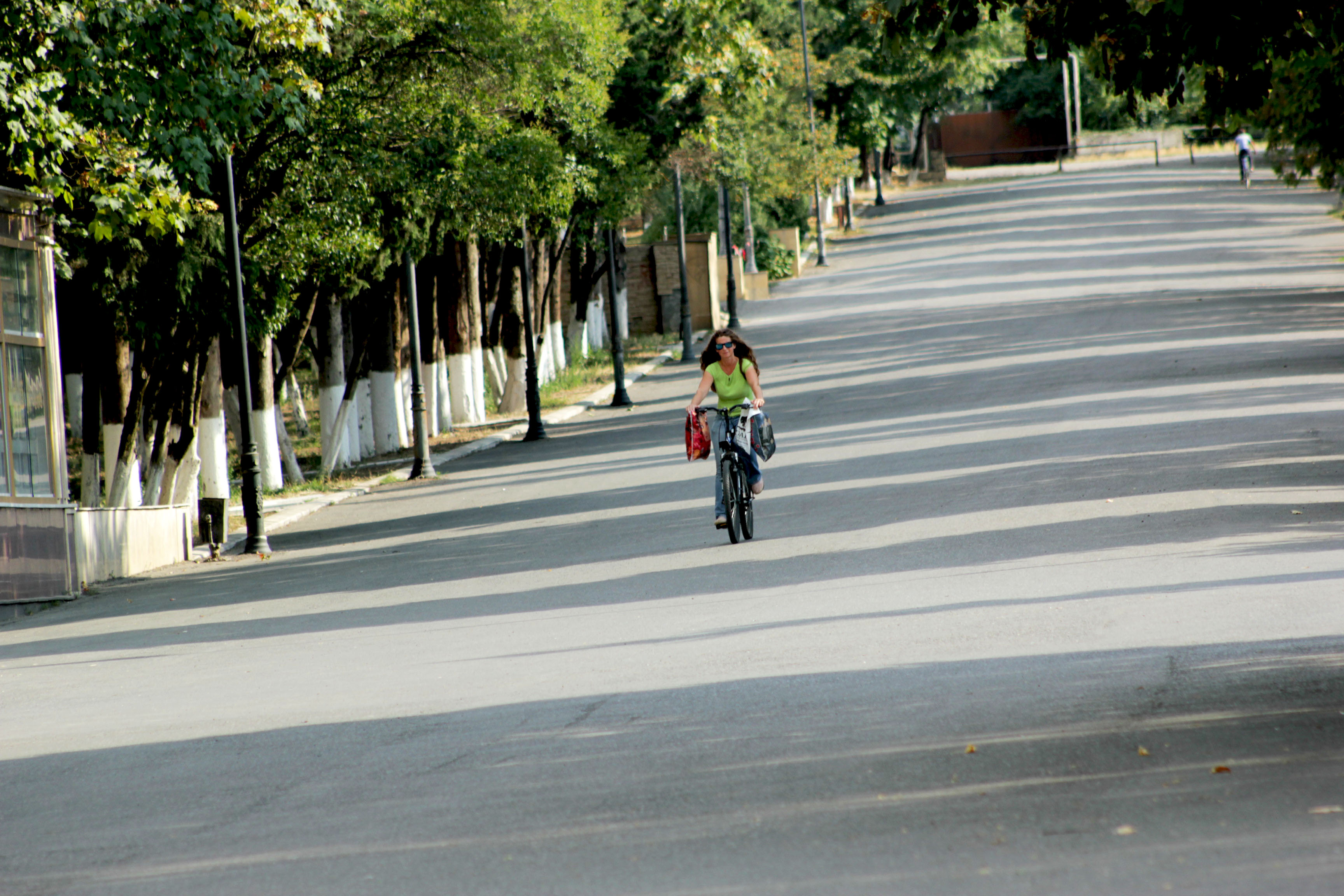
Zentrale Dorfstraße

İvanovka (russisch Ивановка) ist ein Dorf und eine Gemeinde im Bezirk Ismayilli in Aserbaidschan. Es liegt auf einer Höhe von 848 m über dem Meeresspiegel, 13 km von der Region Ismailli entfernt. Die Gemeinde besteht aus den Dörfern İvanovka und Külüllü. Das ist das letzte Dorf in Aserbaidschan mit einer bedeutenden Bevölkerung, die der russischen ethnischen Religionsgemeinschaft des Molokanentums angehört. Hier existiert auch die letzte Kolchose weltweit.

## Geschichte
Das Dorf wurde 1840 von russischen Bauern, vorwiegend Molokanen aus Zentralrussland, gegründet, die nach Erlass von Zar Nikolaus I. nach Transkaukasien vertrieben worden waren. Die Geschichte des Dorfes jedoch reicht bis ins Jahr 1834 zurück. Im Jahr 1847 wurde das Dorf Ivanovka von Ivan Perschin offiziell gegründet. Im Laufe der Zeit wanderten weitere russische Bauern in das Gebiet ein. Dabei handelte es sich vor allem um Molokanen und einige Duchoborzen, die aus den Städten Tambow, Woronesch, Rostow und Stawropol kamen. Im Jahr 1840 wurde das Dorf nach seinem Gründer Ivan Perschin als İvanovka genannt.
Im Jahr 1936 schlossen sich drei Kooperationen von drei Betrieben zu einer Kolchose zusammen. Diese Kolchose besteht auch heute noch und ist die einzige funktionierende Kolchose in Aserbaidschan. 1971 wurde der Leiter der Kolchose, Nikolay Nikitin, mit dem Titel „Held der sozialistischen Arbeit“ ausgezeichnet. Unter seiner Leitung wurde die Kolchose Ivanovka zu einer der größten in der Republik. Im Jahr 1995 wurde die Kolchose in „Nikitin“ umbenannt.

## Infrastruktur

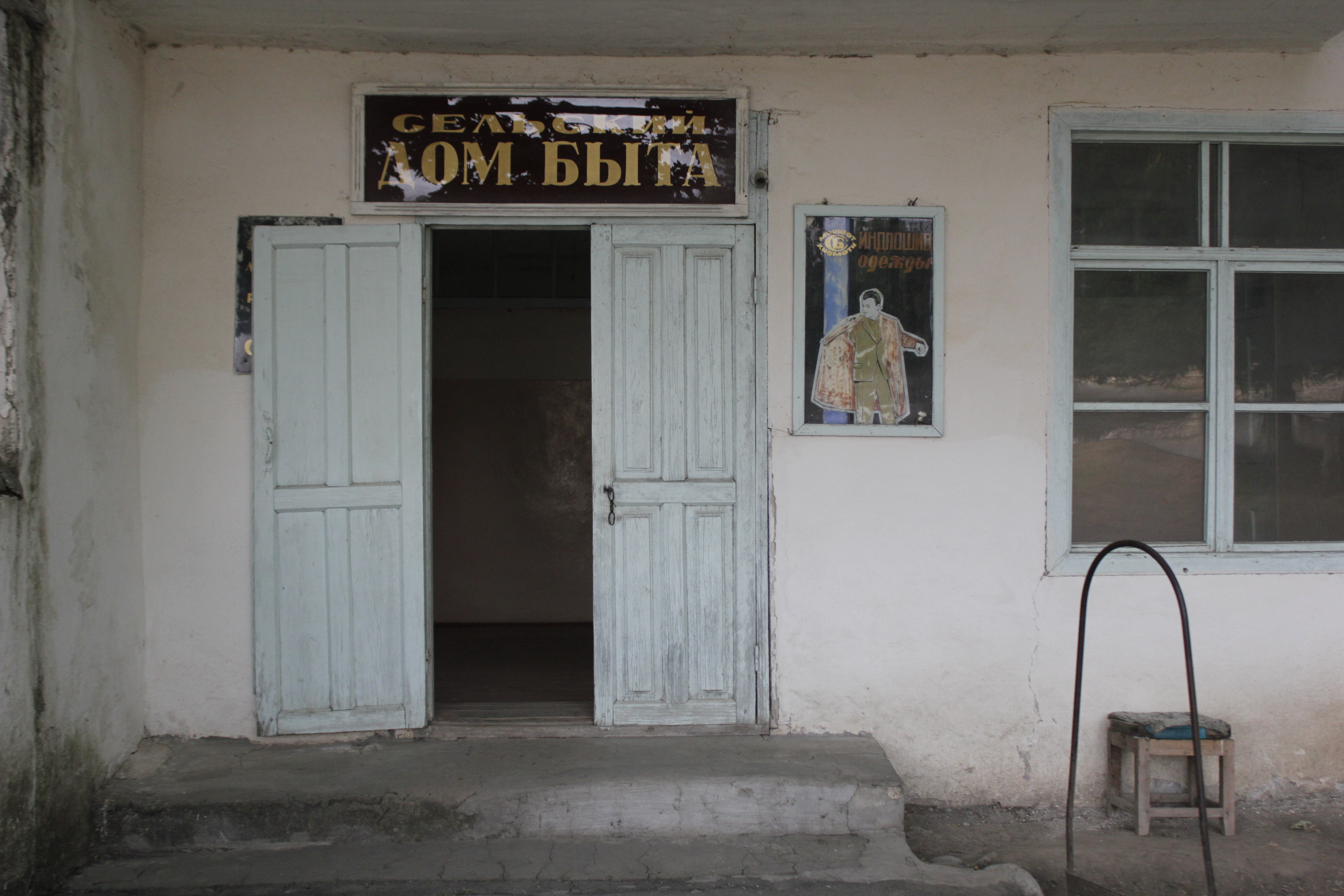
Ein Schönheitssalon der Sowjetunion in Ivanovka

Das Dorf verfügt über ein Traktor- und Autodepot, Betriebe für Asphaltanlagen, Bauernhöfe für Rinder, Schafe, Geflügel, Schweine, sowie Betriebe für Milch- und Ölproduktion. Es gibt im Dorf zudem eine große Bäckerei, drei landwirtschaftliche Betriebe und eine Menge anderer Geschäfte. Im Dorf existieren zwei Gästehäuser, es gibt einen großen Kulturpalast inklusive Konzertsaal mit einer Kapazität für 700 Besucher. Darüber hinaus verfügt das Dorf über eine Schule, die für 700 Schüler vorgesehen ist, und einen Kindergarten, ein Klinikum, einen Fußballplatz, eine Schwimmhalle und viele Cafés.

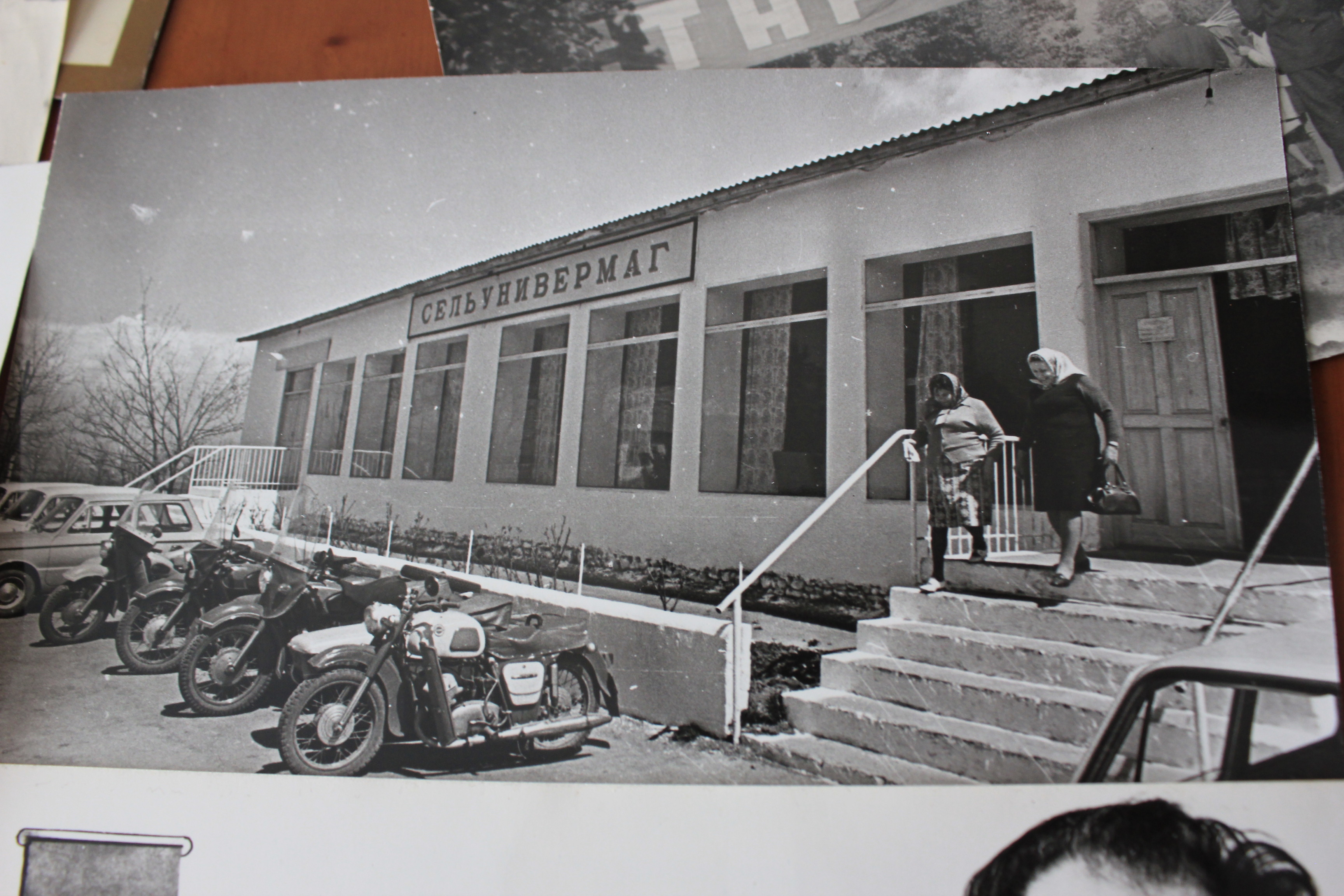
Улица родного села - Ивановка в советские годы